# 皮安湖
53°11′12″N 13°14′55″E / 53.18667°N 13.24861°E

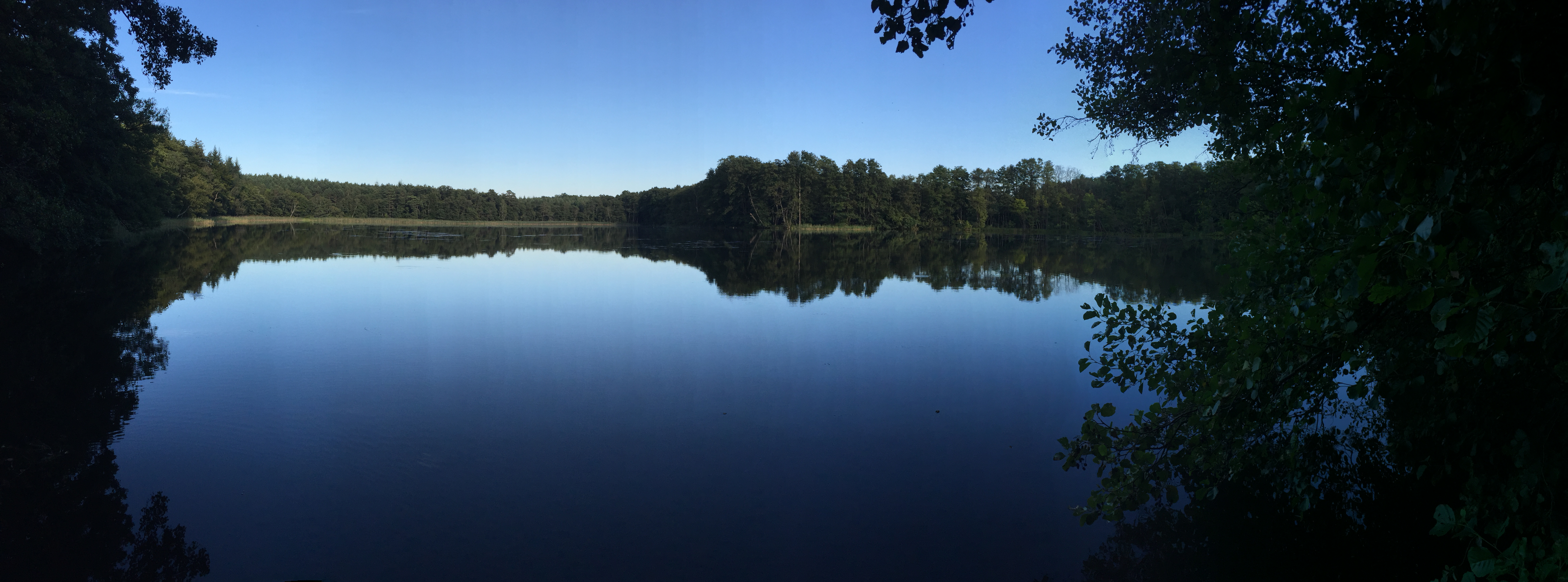

皮安湖（德語：Piansee），是德國的湖泊，位於該國西南部，由勃蘭登堡州負責管轄，處於上哈弗爾縣，長0.4公里、寬0.2公里，面積0.04平方公里，海拔高度52米。